# كتان (جنس)
الكَتّان أو الزِّير أو الفارِق (الاسم العلمي: Linum)، هو جنس من حوالي 200 نوع  في النباتات المزهرة الأسرة كتانية .هم مواطنون في المناطق المعتدلة وشبه الاستوائية من العالم. يشمل الجنس الكتان الشائع (مفيدة) حيث تُستخدم ألياف اللحاء لإنتاج الكتان والبذور لإنتاج زيت بذر الكتان.

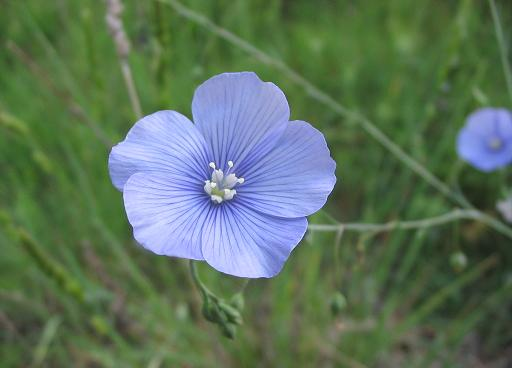

الأزهار معظم الأنواع زرقاء أو صفراء ونادراً ما تكون حمراء أو بيضاء أو وردية، وبعضها غير متجانس ويوجد متوسط من 6 إلى 10 بذور لكل لوزة.
تُستخدم أنواع جنس الكتان نباتات غذائية من قبل يرقات بعض أنواع حرشفية الأجنحة بما في ذلك عثة الملفوف وجوزة الطيب والطابع العبري الستايسي وكوليوفورا ستريولاتيلا، والتي تتغذى حصريًا على لينوم ناربونينس

## زراعة
تزرع بذرة الكتان في حديقة نباتات الزينة،بما في ذلك الأنواع مزهر زرقاء الكتان الأزرق ( ناربونينس)، لويس الكتان الأزرق (لويسي)، و معمرة الكتان الأزرق (بيرين)، وأحمر مزهر الكتان القرمزية (غرانديفلوروم ) ، والكتان الذهبي أصفر الأزهار ( فلافوم ). في أوراسيا، منذ العصر الروماني، تمت زراعة جنس الكتان ليس فقط لأليافه النباتية، ولكن أيضًا لبذوره وأوراقه الرقيقة لاستخدامات الطهي.

## أنواع مختارة
- كتان الزهور - الكتان القرمزي والكتان المزهرة

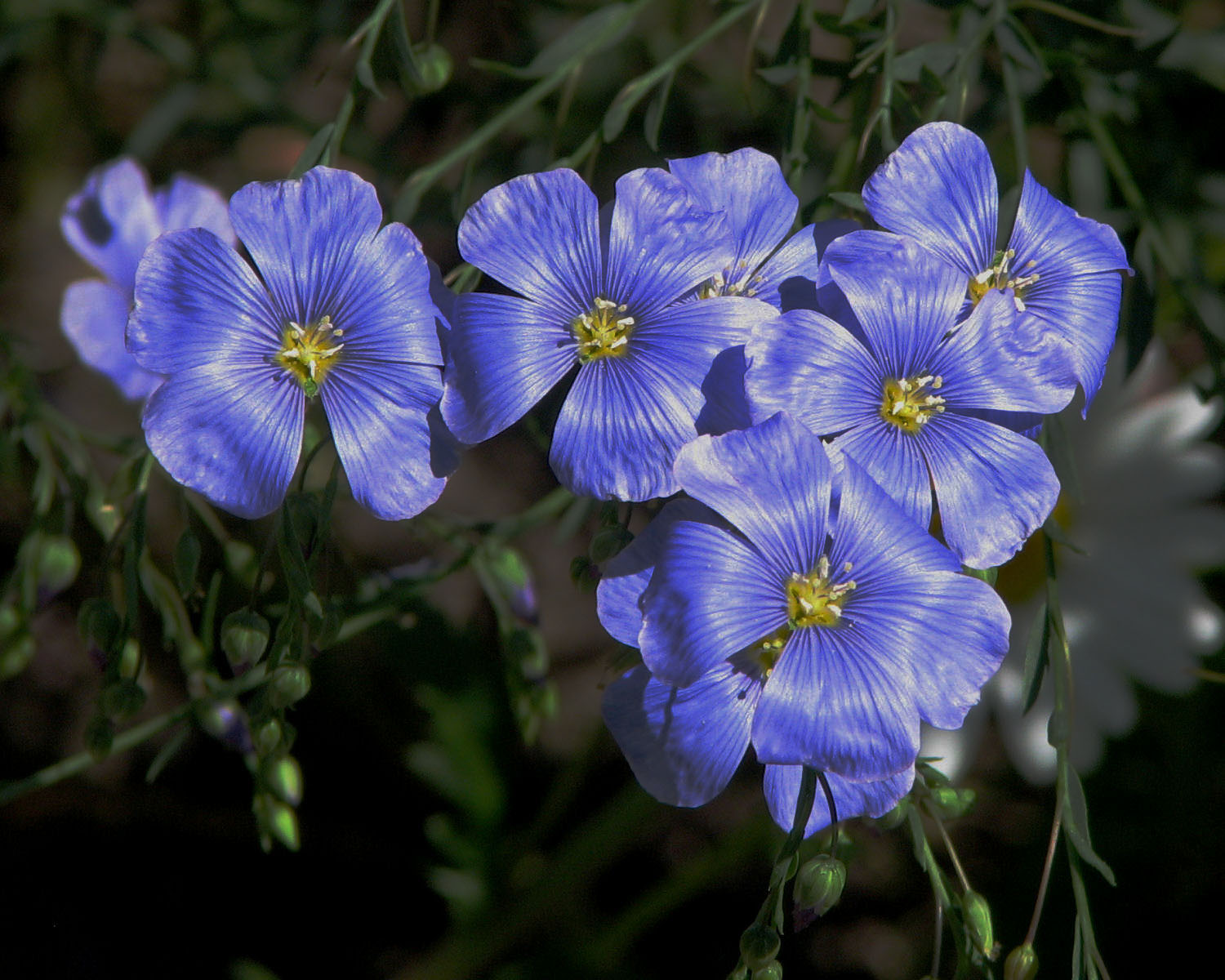
كتان

- كتان - الكتان المزروع الشائع

## روابط خارجية
- IPNI Query
- Linum lepagei type sheet from Louis-Marie Herbarium (جامعة لافال).
- The Flax Council of Canada